# 207321 Crawshaw
207321 Crawshaw è un asteroide della fascia principale. Scoperto nel 2005, presenta un'orbita caratterizzata da un semiasse maggiore pari a 2,7627952 UA e da un'eccentricità di 0,1567072, inclinata di 7,14987° rispetto all'eclittica.
L'asteroide è dedicato allo statunitense Steven A. Crawshaw, professore di fisica e astronomia.